# Selección de fútbol sub-23 de Corea del Sur
La Selección de fútbol sub-23 de Corea del Sur, también conocida como Selección olímpica de fútbol de Corea del Sur, es el equipo representativo del país en Fútbol en los Juegos Olímpicos y en los Juegos de Asia, y es controlada por la Asociación de Fútbol de Corea. En los torneos regionales generalmente es representada como un equipo sub-22.

## Historial
Fue creada en 1991 y han clasificado desde Barcelona 1992 a todos los Juegos Olímpicos hasta el momento, destacándose en la edición de Londres 2012, en la cual obtuvieron la medalla de bronce, y gracias al logro, los jugadores que estuvieron en esa olimpiada quedaron exentos de cumplir con el servicio militar, el cual es obligatorio en Corea del Sur.

## Palmarés
- Olimpiadas
  -  (1): 2012
- Juegos de Asia
  -  (2): 2002, 2010

## Estadísticas

### Juegos Olímpicos
| Año         | Ronda                 | Posición              | PJ                    | PG                    | PE                    | PP                    | GF                    | GC                    | DG                    |
| ----------- | --------------------- | --------------------- | --------------------- | --------------------- | --------------------- | --------------------- | --------------------- | --------------------- | --------------------- |
| 1896 a 1988 | Véase Selección Mayor | Véase Selección Mayor | Véase Selección Mayor | Véase Selección Mayor | Véase Selección Mayor | Véase Selección Mayor | Véase Selección Mayor | Véase Selección Mayor | Véase Selección Mayor |
| 1992        | Fase de grupos        | 11.º                  | 3                     | 0                     | 3                     | 0                     | 2                     | 2                     | 0                     |
| 1996        | Fase de grupos        | 9.º                   | 3                     | 1                     | 1                     | 1                     | 2                     | 2                     | 0                     |
| 2000        | Fase de grupos        | 9.º                   | 3                     | 2                     | 0                     | 1                     | 2                     | 3                     | -1                    |
| 2004        | Cuartos de final      | 6.º                   | 4                     | 1                     | 2                     | 1                     | 8                     | 8                     | 0                     |
| 2008        | Fase de grupos        | 10.º                  | 3                     | 1                     | 1                     | 1                     | 2                     | 4                     | -2                    |
| 2012        | Medalla de Bronce     | 3.º                   | 6                     | 2                     | 3                     | 1                     | 5                     | 5                     | 0                     |
| 2016        | Cuartos de final      | 5.º                   | 4                     | 2                     | 1                     | 1                     | 12                    | 4                     | +8                    |
| 2021        | Cuartos de final      | 5.º                   | 4                     | 2                     | 0                     | 2                     | 13                    | 7                     | +6                    |
| 2024        | No clasificó          | No clasificó          | No clasificó          | No clasificó          | No clasificó          | No clasificó          | No clasificó          | No clasificó          | No clasificó          |
| 2028        | Por definir           | Por definir           | Por definir           | Por definir           | Por definir           | Por definir           | Por definir           | Por definir           | Por definir           |
| Total       | 8/9                   | 24.º                  | 30                    | 11                    | 11                    | 8                     | 46                    | 35                    | +11                   |

### Juegos de Asia
| Año   | Ronda             | Posición    | PJ          | PG          | PE          | PP          | GF          | GC          | DG          |
| ----- | ----------------- | ----------- | ----------- | ----------- | ----------- | ----------- | ----------- | ----------- | ----------- |
| 2002  | Medalla de bronce | 3.º         | 6           | 5           | 1           | 0           | 17          | 2           | +15         |
| 2006  | Cuarto lugar      | 4.º         | 6           | 4           | 0           | 2           | 9           | 2           | +7          |
| 2010  | Medalla de bronce | 3.º         | 7           | 5           | 0           | 2           | 17          | 6           | +11         |
| 2014  | Medalla de Oro    | 1.º         | 7           | 7           | 0           | 0           | 13          | 0           | +13         |
| 2018  | Medalla de Oro    | 1.º         | 7           | 6           | 0           | 1           | 19          | 7           | +12         |
| 2023  | Medalla de Oro    | 1.º         | 7           | 7           | 0           | 0           | 27          | 3           | +24         |
| 2026  | Por definir       | Por definir | Por definir | Por definir | Por definir | Por definir | Por definir | Por definir | Por definir |
| Total | 7/7               | 1.º         | 40          | 34          | 1           | 5           | 102         | 20          | +82         |

## Últimos y próximos partidos
Actualizado al último partido jugado el 25 de abril de 2024
| Fecha      | Ciudad      | Local           | Resultado        | Visitante      | Competición                  |
| ---------- | ----------- | --------------- | ---------------- | -------------- | ---------------------------- |
| 27-09-2023 | Jinhua      | Corea del Sur   | 5:1              | Kirguistán     | Juegos Asiáticos 2023        |
| 01-10-2023 | Hangzhou    | China           | 0:2              | Corea del Sur  | Juegos Asiáticos 2023        |
| 04-10-2023 | Hangzhou    | Corea del Sur   | 2:1              | Uzbekistán     | Juegos Asiáticos 2023        |
| 07-10-2023 | Hangzhou    | Corea del Sur   | 2:1              | Japón          | Juegos Asiáticos 2023        |
| 20-11-2023 | Le Havre    | Francia         | 0:3              | Corea del Sur  | Partido amistoso             |
| 20-03-2024 | Hofuf       | Tailandia       | 0:1              | Corea del Sur  | Partido amistoso             |
| 23-03-2024 | Al-Mubarraz | Arabia Saudita  | 0:1              | Corea del Sur  | Partido amistoso             |
| 26-03-2024 | Al-Hasa     | Australia       | 2:2              | Corea del Sur  | Partido amistoso             |
| 09-04-2024 | Abu Dhabi   | Corea del Sur   | 0:1              | Arabia Saudita | Partido amistoso             |
| 16-04-2024 | Doha        | Emiratos Árabes | 0:1              | Corea del Sur  | Copa Asiática Sub-23 de 2024 |
| 19-04-2024 | Rayán       | China           | 0:2              | Corea del Sur  | Copa Asiática Sub-23 de 2024 |
| 22-04-2024 | Doha        | Japón           | 0:1              | Corea del Sur  | Copa Asiática Sub-23 de 2024 |
| 26-04-2024 | Duhail      | Indonesia       | 2:2 (11:10 pen.) | Corea del Sur  | Copa Asiática Sub-23 de 2024 |

## Jugadores
| Pos. | Nombre         | Apariciones | Goles | Periodo   |
| ---- | -------------- | ----------- | ----- | --------- |
| 1    | Lee Dong-Gook  | 27          | 19    | 1999–2002 |
| 2    | Choi Yong-Soo  | 34          | 18    | 1994–1996 |
| 3    | Seo Jung-Won   | 22          | 12    | 1991–1992 |
| 4    | Lee Chun-Soo   | 27          | 12    | 1999–2006 |
| 5    | Choi Tae-Uk    | 34          | 12    | 2000–2004 |
| 6    | Lee Woo-Young  | 30          | 11    | 1994–1996 |
| 7    | Cho Jae-Jin    | 25          | 10    | 2003–2004 |
| 8    | Park Chu-Young | 21          | 8     | 2006–2010 |
| 9    | Seol Ki-hyeon  | 22          | 8     | 1999–2000 |
| 10   | No Jung-Yoon   | 28          | 8     | 1991–1992 |

| Pos. | Nombre         | Apariciones | Goles | Periodo   |
| ---- | -------------- | ----------- | ----- | --------- |
| 1    | Lee Ki-Hyung   | 40          | 7     | 1994–1996 |
| 1    | Kim Do-Heon    | 40          | 3     | 2002–2006 |
| 3    | Kim Dong-Jin   | 39          | 6     | 2002–2008 |
| 4    | Choi Sung-Yong | 37          | 0     | 1994–1996 |
| 5    | Kim Jung-Woo   | 36          | 2     | 2003–2010 |
| 6    | Choi Yong-Soo  | 34          | 18    | 1994–1996 |
| 6    | Choi Tae-Uk    | 34          | 12    | 2000–2004 |
| 6    | Choi Sung-Kuk  | 34          | 2     | 2002–2006 |
| 9    | Park Dong-Hyuk | 31          | 4     | 1999–2002 |
| 9    | Seo Dong-Myung | 31          | 0     | 1994–1996 |